# Bolsa de mandado

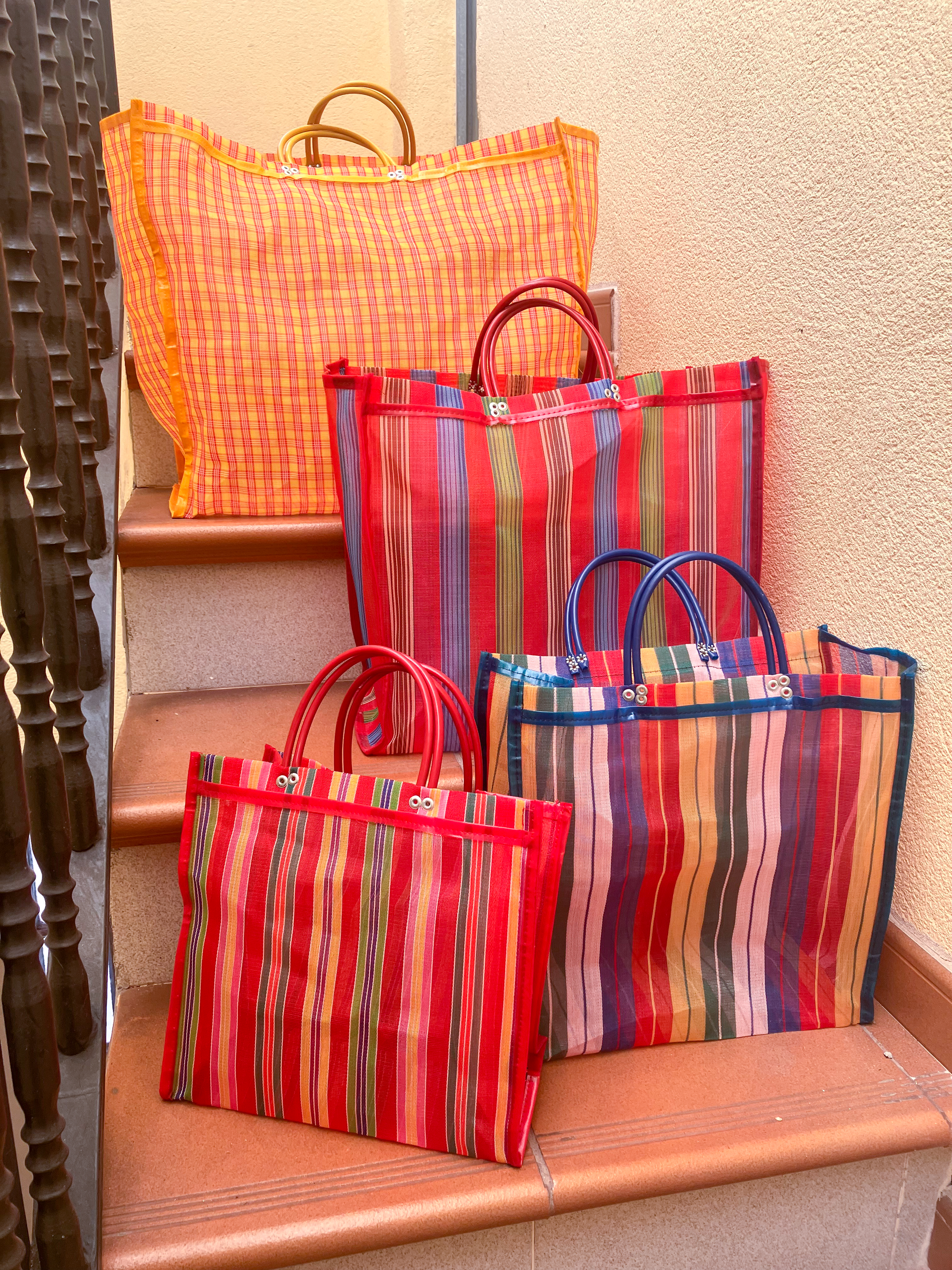
Bolsas de mandado de diferentes tamaños

En México, una bolsa del mandado o bolsa para el mandado es un tipo de bolsa habitual que se vende en los mercados del país y que se utiliza comúnmente para hacer la compra semanal. Se elabora con materiales de alta resistencia como monofilamento de polietileno de alta densidad (HDPE), lo que la convierte en una alternativa a la bolsa de plástico, ya que es reutilizable, duradera y soporta mucho peso. 
Las bolsas de mandado se presentan normalmente en colores vistosos y en diferentes tamaños. Su patrón o lienzo es un sencillo rectángulo, cuyas pliegos laterales incluyen costuras con remates de plástico, mejorando la resistencia y evitando desgarres. Por la misma razón, el asa es doble y se remacha. A partir del diseño original, se han confeccionado derivados redondos o de muchas otras formas. El tejido hace que el interior esté bien ventilado y sea fácil de lavar. Al romperse, su material se puede reciclar.
Estas bolsas se encuentran en mercados y tianguis mexicanos, especialmente en el centro del país. Se documentan por primera vez alrededor de 1910, viniendo a sustituir a los antiguas canastas, tenates y bolsas de yute.